# 伊丽莎白·埃德蒙森
伊丽莎白·埃德蒙森（英語：Elizabeth Edmondson，1950年7月1日—），澳大利亚女子游泳运动员。她曾代表澳大利亚参加1964年和1968年夏季残疾人奥林匹克运动会游泳比赛，获得五枚金牌和一枚银牌。